# Raúl Otxoa Sáinz de Aja
Raúl Otxoa Sáinz de Aja   (Vitòria, 14 d'agost de 1975) és un exfutbolista basc, que ocupava la posició de migcampista.

## Biografia
Sorgeix del planter de l'Athletic Club. A la campanya 94/95 puja al primer filial dels de San Mamés, on romandria durant quatre temporades, dues a Segona Divisió i dues altres a Segona B. A la campanya 96/97 hi debuta amb el primer equip de l'Athletic, amb qui juga tres partits de la Copa del Rei.
Mentre milita a l'Athletic de Bilbao B, el 1995, participa en el Mundial Juvenil amb la selecció espanyola. A la cita celebrada a Qatar, l'alabès va disputar sis partits.
Sense continuïtat al conjunt basc, a l'estiu de 1998 marxa al Racing de Ferrol, i al mercat d'hivern d'eixe any fitxa pel CE Sabadell, amb qui finalitza la temporada i completa la següent. Entre 2000 i 2002 milita al GD Chaves, de la Segona Divisió portuguesa. De nou a la competició espanyola, la 02/03 la forma de nou amb el Sabadell.
Retorna al País Basc el 2003 en fitxar per l'Amurrio Club, on roman dues temporades abans de retirar-se el 2005.